# 韋蕃
韋蕃（？—？），字本培，號崧翹，四川叙州府富顺县人，明朝政治人物。

## 生平
万历二十五年（1597年）丁酉科四川乡试舉人，三十二年（1604年），登甲辰科进士，吏部觀政，本年授江陵知县，三十三年丁憂，三十五年復除聊城县知县，四十一年留考選，四十七年授兵科给事中，泰昌元年升吏科右给事，本年升户科左给事，天启元年升工科都给事，本年调庐州府推官，二年升南工部虞衡司主事，三年升光禄寺丞，本年升大理寺丞，四年升右少卿，五年养病，本年为民。